# Адмиралтейств-совет
Адмиралтейств-совет — орган военно-морского управления в Российской империи, образованный в 1827 году из Адмиралтейств-коллегии и вначале отвечавший за хозяйственную часть флота, являясь совещательным органом при морском министре.
С 1836 года самостоятельное высшее военно-морское учреждение по хозяйственной части под председательством первоначально начальника Главного морского штаба, а с 1860 — главного начальника флота и морского ведомства.
В 1907 году преобразован в высший законодательный и распорядительный орган флота (под председательством морского министра), непосредственно подчиненный верховной государственной власти, аналогично Военному совету. К функциям Адмиралтейств-совета прибавилось рассмотрение программ кораблестроения, проектов плаваний и боевого комплектования кораблей, а также хозяйственных дел, решение которых превышало власть министра.
Упразднён декретом Совнаркома от 23 ноября (6 декабря) 1917 года, вступившим в силу 28 ноября (11 декабря) 1917 года.

## Члены Адмиралтейств-совета
Адмиралтейств-совет состоял из председателя, вице-председателя и 5 членов.
- На 1851 год[3]:

1. Светлейший князь Меншиков, Александр Сергеевич, начальник Главного морского штаба, председатель совета — 1836—1855 гг.
2. Колзаков, Павел Андреевич, адмирал, генерал-адъютант
3. Беллинсгаузен, Фаддей Фаддеевич, адмирал
4. Перовский, Василий Алексеевич, генерал от кавалерии, генерал-адъютант
5. Рикорд, Пётр Иванович, адмирал, председатель Морского Учёного Комитета
6. Берх, Мориц Борисович, генерал-лейтенант
7. Авинов, Александр Павлович, вице-адмирал
8. Платер, Григорий Иванович, вице-адмирал
9. Казин, Николай Глебович, вице-адмирал
10. Сулима, Иосиф Иванович, вице-адмирал
11. Жандр, Андрей Андреевич, тайный советник, правитель дел Адмиралтейств-совета

- На 1853 год[4]:

1. Светлейший князь Меншиков, Александр Сергеевич, начальник Главного морского штаба, председатель совета — 1836—1855 гг.
2. Великий князь Константин Николаевич, товарищ начальника Главного морского штаба, генерал-адмирал
3. Рикорд, Пётр Иванович, председатель Морского Учёного Комитета, член Адмиралтейств-совета 1836—1855 гг.
4. Качалов, Пётр Фёдорович, член Адмиралтейств-совета — 1853—1860 гг.
5. Берх, Мориц Борисович, член Адмиралтейств-совета — 1849—1860 гг.
6. Авинов, Александр Павлович, член Адмиралтейств-совета — 1849—1854 гг.
7. Платер, Григорий Иванович, член Адмиралтейств-совета — 1846—1853 гг.

- На 1854 год[5]:

1. Светлейший князь Меншиков, Александр Сергеевич — председатель Адмиралтейств-совета, начальник Главного морского штаба, адмирал, генерал-адъютант
2. Великий князь Константин Николаевич, товарищ начальника Главного морского штаба, генерал-адмирал, генерал-адъютант
3. Рикорд, Пётр Иванович — член Адмиралтейств-совета (1836—1855), председатель Морского Учёного Комитета, адмирал
4. Качалов, Пётр Фёдорович — член Адмиралтейств-совета (1853—1860), адмирал
5. Берх, Мориц Борисович — член Адмиралтейств-совета (1849—1860), и. д. главного командира Черноморского флота и портов, адмирал
6. Авинов, Александр Павлович — член Адмиралтейств-совета (1849—1854), адмирал
7. Хрущов, Степан Петрович — член Адмиралтейств-совета (1852-1854, 1857-1865), вице-адмирал
8. Казин, Николай Глебович — член Адмиралтейств-совета (1851-1864), вице-адмирал
9. Юрьев, Фёдор Афанасьевич — член Адмиралтейств-совета (1853-1856), вице-адмирал
10. Жандр, Андрей Андреевич, тайный советник, правитель дел Адмиралтейств-совета

- На 1862 г.[6]:

1. Великий князь Константин Николаевич — председатель Адмиралтейств-совета, генерал-адмирал
2. Краббе, Николай Карлович — вице-председатель Адмиралтейств-совета, управляющий морским министерством (1860-1876), вице-адмирал, генерал-адъютант
3. Богданович, Лука Фёдорович — член Адмиралтейств-совета (1855-1965), адмирал
4. Хрущов, Степан Петрович — член Адмиралтейств-совета (1852-1854, 1857-1865), адмирал
5. Кумани, Михаил Николаевич — член Адмиралтейств-совета (1855-1865), адмирал
6. Казин, Николай Глебович — член Адмиралтейств-совета (1851-1864), адмирал
7. Епанчин, Николай Петрович — член Адмиралтейств-совета (1854-1872), адмирал
8. Балк, Захар Захарович — член Адмиралтейств-совета (1855-1870), адмирал
9. Панфилов, Александр Иванович — член Адмиралтейств-совета (1858-1874), вице-адмирал
10. князь Оболенский, Дмитрий Александрович — статс-секретарь, действительный статский советник

- На 1863 г.[7]:

1. Великий князь Константин Николаевич — председатель Адмиралтейств-совета, генерал-адмирал
2. Краббе, Николай Карлович — вице-председатель Адмиралтейств-совета, управляющий морским министерством (1860-1876), вице-адмирал, генерал-адъютант
3. Богданович, Лука Фёдорович — член Адмиралтейств-совета (1855-1965), адмирал
4. Хрущов, Степан Петрович — член Адмиралтейств-совета (1857-1865), адмирал
5. Кумани, Михаил Николаевич — член Адмиралтейств-совета (1855-1865), адмирал
6. Казин, Николай Глебович — член Адмиралтейств-совета (1851-1864), адмирал
7. Станюкович, Михаил Николаевич — член Адмиралтейств-совета (1855-1869), адмирал
8. Епанчин, Николай Петрович — член Адмиралтейств-совета (1854-1872), адмирал
9. Балк, Захар Захарович — член Адмиралтейств-совета (1855-1870), адмирал
10. Панфилов, Александр Иванович — член Адмиралтейств-совета (1858-1874), вице-адмирал
11. Фон Шанц, Иван Иванович — член Адмиралтейств-совета (1863-1880), вице-адмирал
12. Истомин, Константин Иванович — член Адмиралтейств-совета (1863-1875), вице-адмирал
13. князь Оболенский, Дмитрий Александрович — статс-секретарь, действительный статский советник

- На 1864 г.[8]:

1. Великий князь Константин Николаевич — председатель Адмиралтейств-совета, генерал-адмирал
2. Краббе, Николай Карлович — управляющий морским министерством (1860-1876), вице-адмирал, генерал-адъютант
3. Богданович, Лука Фёдорович — член Адмиралтейств-совета (1855-1965), адмирал
4. Хрущов, Степан Петрович — член Адмиралтейств-совета (1857-1865), адмирал
5. Кумани, Михаил Николаевич — член Адмиралтейств-совета (1855-1865), адмирал
6. Станюкович, Михаил Николаевич — член Адмиралтейств-совета (1855-1869), адмирал
7. Епанчин, Николай Петрович — член Адмиралтейств-совета (1854-1872), адмирал
8. Балк, Захар Захарович — член Адмиралтейств-совета (1855-1870), адмирал
9. Панфилов, Александр Иванович — член Адмиралтейств-совета (1858-1874), вице-адмирал
10. Фон Шанц, Иван Иванович — член Адмиралтейств-совета (1863-1880), вице-адмирал
11. Истомин, Константин Иванович — член Адмиралтейств-совета (1863-1875), вице-адмирал
12. Варранд, Карл Самумлович — действительный статский советник, по делам Эмеритальной кассы

- На 1865 г.[9]:

1. Великий князь Константин Николаевич — председатель Адмиралтейств-совета, генерал-адмирал
2. Краббе, Николай Карлович — вице-председатель Адмиралтейств-совета, управляющий морским министерством (1860-1876), вице-адмирал, генерал-адъютант
3. Хрущов, Степан Петрович — член Адмиралтейств-совета (1857-1865), адмирал
4. Станюкович, Михаил Николаевич — член Адмиралтейств-совета (1855-1869), адмирал
5. Епанчин, Николай Петрович — член Адмиралтейств-совета (1854-1872), адмирал
6. Балк, Захар Захарович — член Адмиралтейств-совета (1855-1870), адмирал
7. Панфилов, Александр Иванович — член Адмиралтейств-совета (1858-1874), вице-адмирал
8. Фон Шанц, Иван Иванович — член Адмиралтейств-совета (1863-1880), вице-адмирал
9. Истомин, Константин Иванович — член Адмиралтейств-совета (1863-1875), вице-адмирал
10. Варранд, Карл Самумлович — тайный советник

- На 1896 г.[10]:

1. Великий князь Алексей Александрович — председатель Адмиралтейств-совета, генерал-адмирал
2. Чихачёв, Николай Матвеевич — вице-председатель Адмиралтейств-совета, управляющий морским министерством (1888-1906), адмирал, генерал-адъютант
3. Перелешин, Павел Александрович — член Адмиралтейств-совета (1883-1901), адмирал, генерал-адъютант
4. Лисянский, Платон Юрьевич — член Адмиралтейств-совета (1881-1900), адмирал
5. Стеценко, Василий Александрович — член Адмиралтейств-совета (1883-1901), член Конференции Николаевской морской академии, адмирал
6. Пилкин, Константин Павлович — член Адмиралтейств-совета (1889-1909), член Конференции Николаевской морской академии, адмирал
7. Шмидт Владимир Петрович — член Адмиралтейств-совета (1892-1909), вице-адмирал
8. Арсеньев, Дмитрий Сергеевич — член Адмиралтейств-совета (1896-1901), вице-адмирал, генерал-адъютант
9. Назимов, Павел Николаевич — член Адмиралтейств-совета (1894-1902), начальник Главного Гидрографического управления, вице-адмирал
10. Колокольцов, Александр Александрович — член Адмиралтейств-совета (с 1894), генерал-лейтенант

- На 1898 г.[11]:

1. Великий князь Алексей Александрович — председатель Адмиралтейств-совета, генерал-адмирал
2. Тыртов, Павел Петрович — вице-председатель Адмиралтейств-совета, управляющий морским министерством (1896-1903), вице-адмирал
3. Перелешин, Павел Александрович — член Адмиралтейств-совета (1883-1901), адмирал, генерал-адъютант
4. Лисянский, Платон Юрьевич — член Адмиралтейств-совета (1881-1900), адмирал
5. Стеценко, Василий Александрович — член Адмиралтейств-совета (1883-1901), член Конференции Николаевской морской академии, адмирал
6. Пилкин, Константин Павлович — член Адмиралтейств-совета (1889-1909), член Конференции Николаевской морской академии, адмирал
7. Шмидт Владимир Петрович — член Адмиралтейств-совета (1892-1909), адмирал
8. Арсеньев, Дмитрий Сергеевич — член Адмиралтейств-совета (1896-1901), вице-адмирал, генерал-адъютант
9. Копытов, Николай Васильевич — член Адмиралтейств-совета (1898-1901), вице-адмирал, генерал-адъютант
10. Назимов, Павел Николаевич — член Адмиралтейств-совета (1894-1902), член Конференции Николаевской морской академии, вице-адмирал
11. Диков, Иван Михайлович — член Адмиралтейств-совета (1898-1907), председатель Морского Технического комитета (1897-1901), вице-адмирал

- К 1905 г.:

1. Великий князь Алексей Александрович, пред. — 1882—1905 гг.
2. Авелан, Фёдор Карлович, вице-пред. — 1903—1905 гг.
3. Скрыдлов, Николай Илларионович — 1904—1909 гг.
4. Диков, Иван Михайлович — 1898—1907 гг.
5. Верховский, Владимир Павлович — 1902—1908 гг.
6. Купреянов, Яков Иванович — с 1903 г. (по 1907? 1908?)
7. Пилкин, Константин Павлович — 1889—1909 гг.

- 1905—1906[12]:

1. Бирилёв, Алексей Алексеевич, председатель Адмиралтейтв-совета, морской министр (1905-1907), вице-адмирал
2. Римский-Корсаков, Николай Александрович, вице-председатель Адмиралтейтв-совета, товарищ морского министра (1906-1907), контр-адмирал
3. Пилкин, Константин Павлович, член Адмиралтейств-совета (1889-1909), адмирал
4. Шмидт Владимир Петрович, член Адмиралтейств-совета (1892-1909), адмирал
5. Казнаков, Николай Иванович, член Адмиралтейств-совета (1899-1906), адмирал, генерал-адъютант
6. Купреянов, Яков Иванович, член Адмиралтейств-совета (1903-1906), адмирал
7. Верховский, Владимир Павлович, член Адмиралтейств-совета (1902-1908), адмирал
8. Диков, Иван Михайлович, член Адмиралтейств-совета (1898-1907), адмирал, генерал-адъютант
9. Деливрон, Карл Карлович, член Адмиралтейств-совета (1903-1909), вице-адмирал, адмирал
10. Скрыдлов, Николай Илларионович, член Адмиралтейств-совета (1903-1909), вице-адмирал

- 1907—1908[13]:

1. Диков, Иван Михайлович, председатель Адмиралтейств-совета, морской министр (1907-1909), адмирал, генерал-адъютант
2. Бострем, Иван Фёдорович, вице-Адмиралтейств-совета, товарищ морского министра (1907-1908), контр-адмирал
3. Пилкин, Константин Павлович, член Адмиралтейств-совета (1889-1909), адмирал
4. Шмидт Владимир Петрович, член Адмиралтейств-совета (1892-1909), адмирал
5. Верховский, Владимир Павлович, член Адмиралтейств-совета (1902-1908), адмирал
6. Деливрон, Карл Карлович, член Адмиралтейств-совета (1903-1909), адмирал
7. Гильтебрандт, Яков Аполлонович, член Адмиралтейств-совета (1907-1909), вице-адмирал
8. Скрыдлов, Николай Илларионович, член Адмиралтейств-совета (1903-1909), вице-адмирал

- 1908—1909:

1. Диков, Иван Михайлович, председатель Адмиралтейств-совета, морской министр (1907-1909), адмирал, генерал-адъютант
2. Воеводский, Степан Аркадьевич, вице-Адмиралтейств-совета, товарищ морского министра (1908—1909), Свиты Его Императорского Величества контр-адмирал
3. Пилкин, Константин Павлович, член Адмиралтейств-совета (1889-1909), адмирал
4. Шмидт Владимир Петрович, член Адмиралтейств-совета (1892-1909), адмирал
5. Деливрон, Карл Карлович, член Адмиралтейств-совета (1903-1909), адмирал
6. Гильтебрандт, Яков Аполлонович, член Адмиралтейств-совета (1907-1909), вице-адмирал
7. Скрыдлов, Николай Илларионович, член Адмиралтейств-совета (1903-1909), вице-адмирал
8. Вирен, Роберт Николаевич, член Адмиралтейств-совета (1908-1909), контр-адмирал

- 1909—1911:

1. Воеводский, Степан Аркадьевич, председатель Адмиралтейств-совета, морской министр (1909-1911), вице-адмирал.
2. Григорович, Иван Константинович, вице-председатель Адмиралтейств-совета, товарищ морского министра (1909—1911), вице-адмирал
3. Зацарённый, Василий Максимович, член Адмиралтейств-совета (1909-1916), вице-адмирал
4. Рейценштейн, Николай Карлович, член Адмиралтейств-совета (1909—1916), вице-адмирал
5. Щенснович, Эдуард Николаевич, член Адмиралтейств-совета (1909—1910), вице-адмирал
6. Матусевич, Николай Александрович, член Адмиралтейств-совета (1909—1912), вице-адмирал

- 1911—1912:

1. Григорович, Иван Константинович, председатель Адмиралтейств-совета, морской министр (1911—1917), адмирал
2. Бубнов, Михаил Владимирович, вице-председатель Адмиралтейств-совета, товарищ морского министра (1911—1915), контр-адмирал
3. Зацарённый, Василий Максимович, член Адмиралтейств-совета (1909-1916), вице-адмирал
4. Рейценштейн, Николай Карлович, член Адмиралтейств-совета (1909—1916), вице-адмирал
5. Яковлев, Николай Матвеевич, член Адмиралтейств-совета (1909—1917), вице-адмирал
6. Матусевич, Николай Александрович, член Адмиралтейств-совета (1909—1912), вице-адмирал
7. Литвинов, Владимир Иванович, член Адмиралтейств-совета (1909—1917), вице-адмирал

- 1913—1915:

1. Григорович, Иван Константинович, председатель Адмиралтейств-совета, морской министр (1911—1917), адмирал, генерал-адъютант
2. Бубнов, Михаил Владимирович, вице-председатель Адмиралтейств-совета, товарищ морского министра (1911—1915), вице-адмирал
3. Зацарённый, Василий Максимович, член Адмиралтейств-совета (1909—1916), адмирал, адмирал
4. Рейценштейн, Николай Карлович, член Адмиралтейств-совета (1909—1916), адмирал, адмирал
5. Яковлев, Николай Матвеевич, член Адмиралтейств-совета (1909—1917), вице-адмирал, адмирал
6. Сарнавский, Владимир Симонович, член Адмиралтейств-совета (1913—1916), вице-адмирал, адмирал
7. Литвинов, Владимир Иванович, член Адмиралтейств-совета (1909—1917), вице-адмирал